# AOC2
AOC2‏ (Amine oxidase, copper containing 2) هوَ بروتين يُشَفر بواسطة جين AOC2 في الإنسان.